# یاپتوس (اسطوره)
یاپِتوس یا جاپِتوس (به یونانی: Ιαπετος) در اسطوره‌شناسی یونانی یکی از تیتان‌ها، فرزندان گایا، ایزدبانوی زمین و اورانوس، ایزد آسمان و از کلیمنه یا آسیا، پدر چهار فرزند به نام‌های اطلس، پرومتئوس، اپیمتئوس و منوتیوس بود. به دلیل آنکه پدر پرومتئوس محسوب می‌شد، یونانیان او را جد نسل بشر می‌دانستند. او تیتان زندگی فانی بود درحالی که پسرش پرومتئوس، خالق انسان‌ها بود. در تفسیرات مختلف، همسر یاپتوس یا کلیمنه است، یا آسیا که هردو دختران اوکئانوس و تتیس هستند.
یاپتوس با یافث (عبری: יפת، به معنی وسعت‎) یکی از پسران نوح و از اجداد بشر در روایات کتاب مقدس، مرتبط دانسته شده است. رویه مورخان اولیه و محققان کتاب مقدس در شناسایی ملت‌ها و گروه‌های قومی تاریخی مختلف به عنوان نوادگان یافث، همراه با شباهت نام‌های آن‌ها، منجر به ادغام هویت‌های آن‌ها از عصر جدید اولیه تا به امروز شده است.

## اسطوره‌شناسی
به رهبری کرونوس، یاپتوس و برادرانش علیه پدر خود به پا خواستند، و هنگامی که برای نزدیکی با زمین پایین می‌آمد، در کمین او نشستند. کریوس، هیپریون، کئوس و یاپتوس در چهار گوشه جهان درکمین بودند که خدای آسمان‌ها را به سرعت متوقف کنند، درحالی که کرونوس در مرکز پنهان شده بود تا او را با داسش اخته کند. در آخر او همراه با برادرش کرونوس، در تارتاروس زندانی شد، جایی که نه نسیمی به آن‌ها می‌رسید و نه نور خورشید.